# Pseudoglabellula
Pseudoglabellula is een geslacht van vliegen uit de familie van de Mythicomyiidae. De wetenschappelijke naam van het geslacht werd voor het eerst geldig gepubliceerd door Hesse in 1967.

## Soorten
- Pseudoglabellula meridionalis Hesse, 1967